# توريس دي ألبانتشيث
بلدية توريس دي ألبانتشيث (بالإسبانية: Torres de Albánchez) هي بلدية تقع في مقاطعة خاين التابعة لمنطقة أندلوسيا جنوب إسبانيا.

## الديموغرافيا
بلغ عدد سكان بلدية توريس دي ألبانتشيث 970 نسمة عام 2011 (وفقاً للمعهد الوطني الإسباني للإحصاء).
| 1.075 | 1.026 | 1.018 | 923 | 824 | 1.001 | 970 |